# 야생딸기

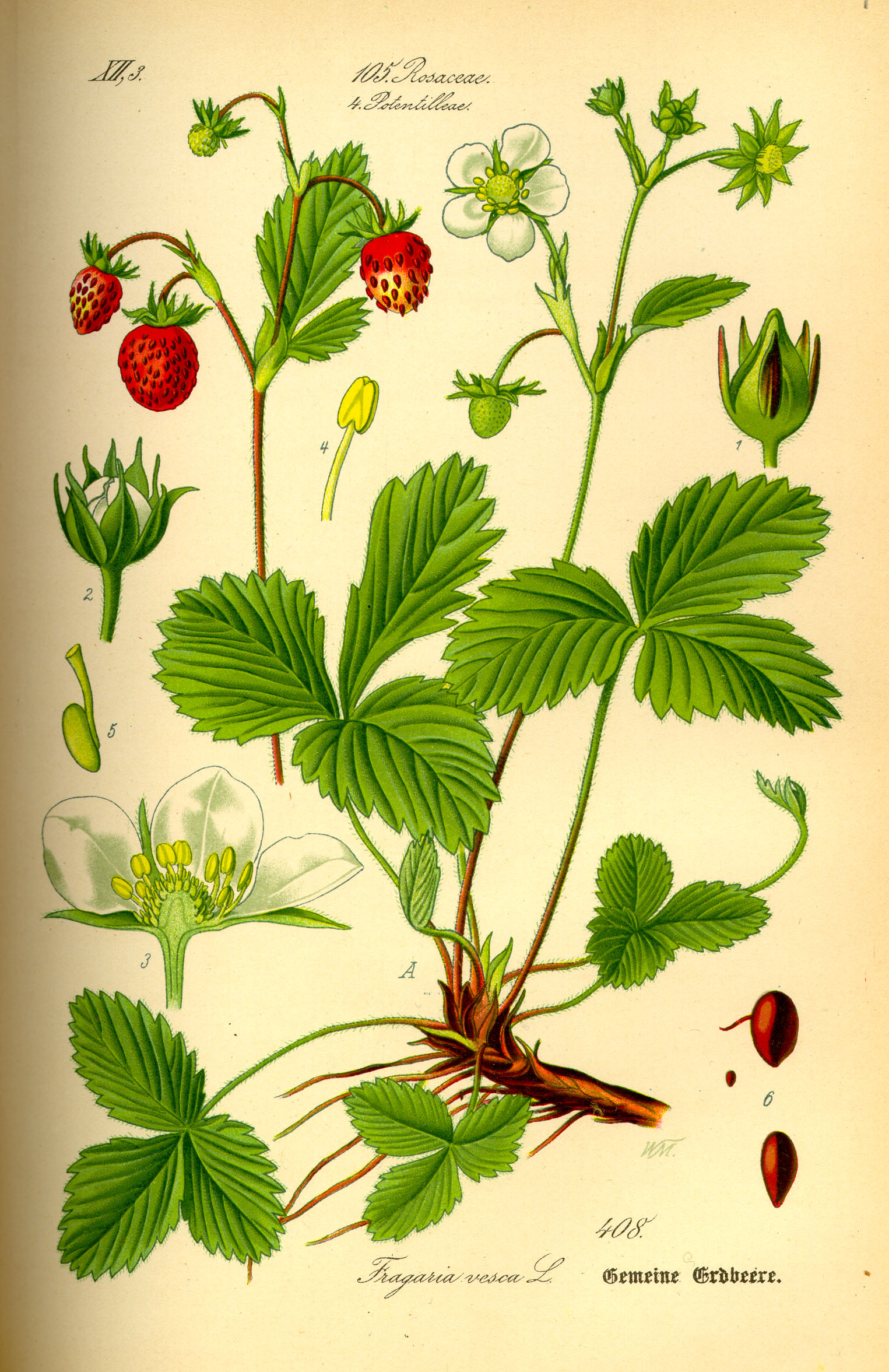

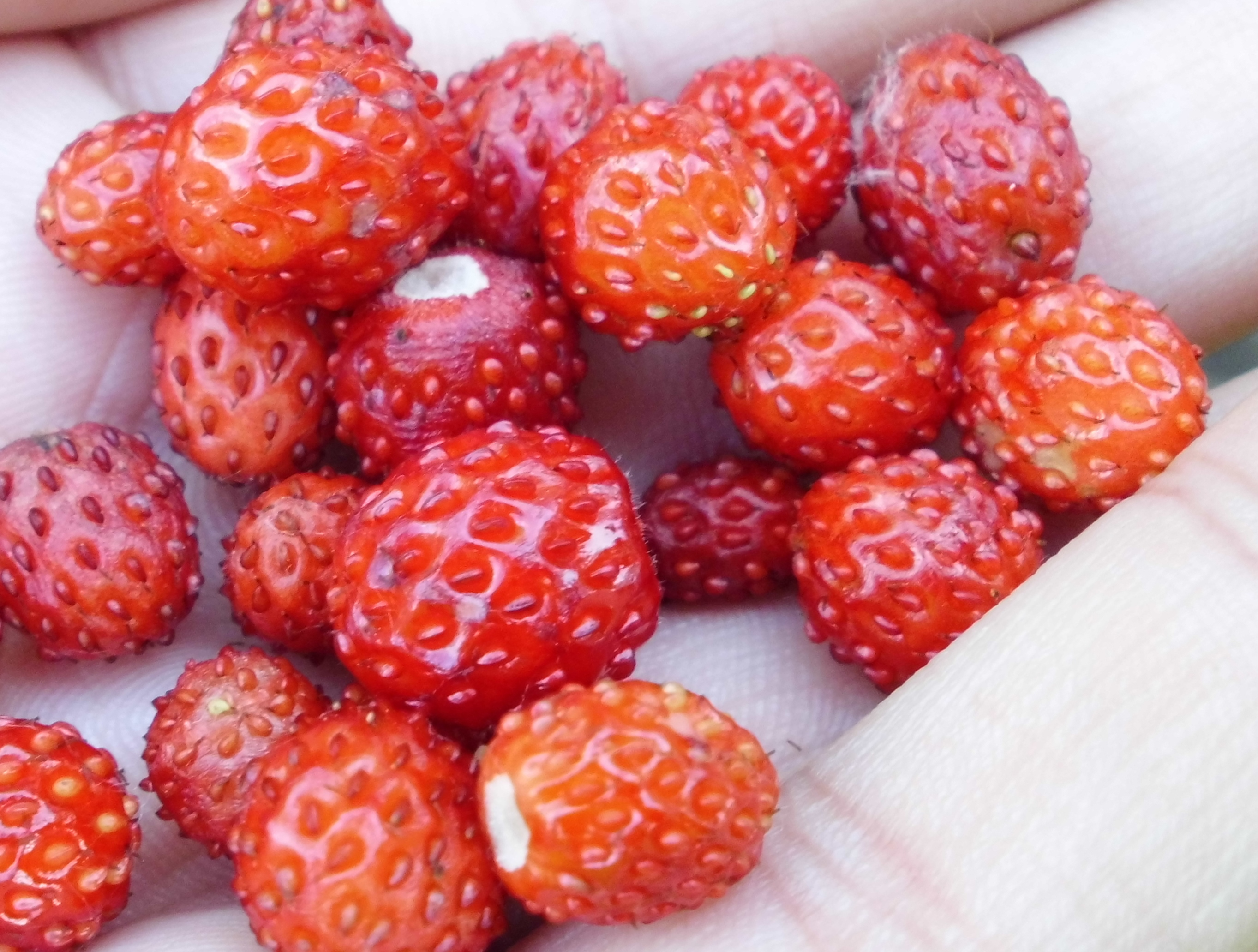

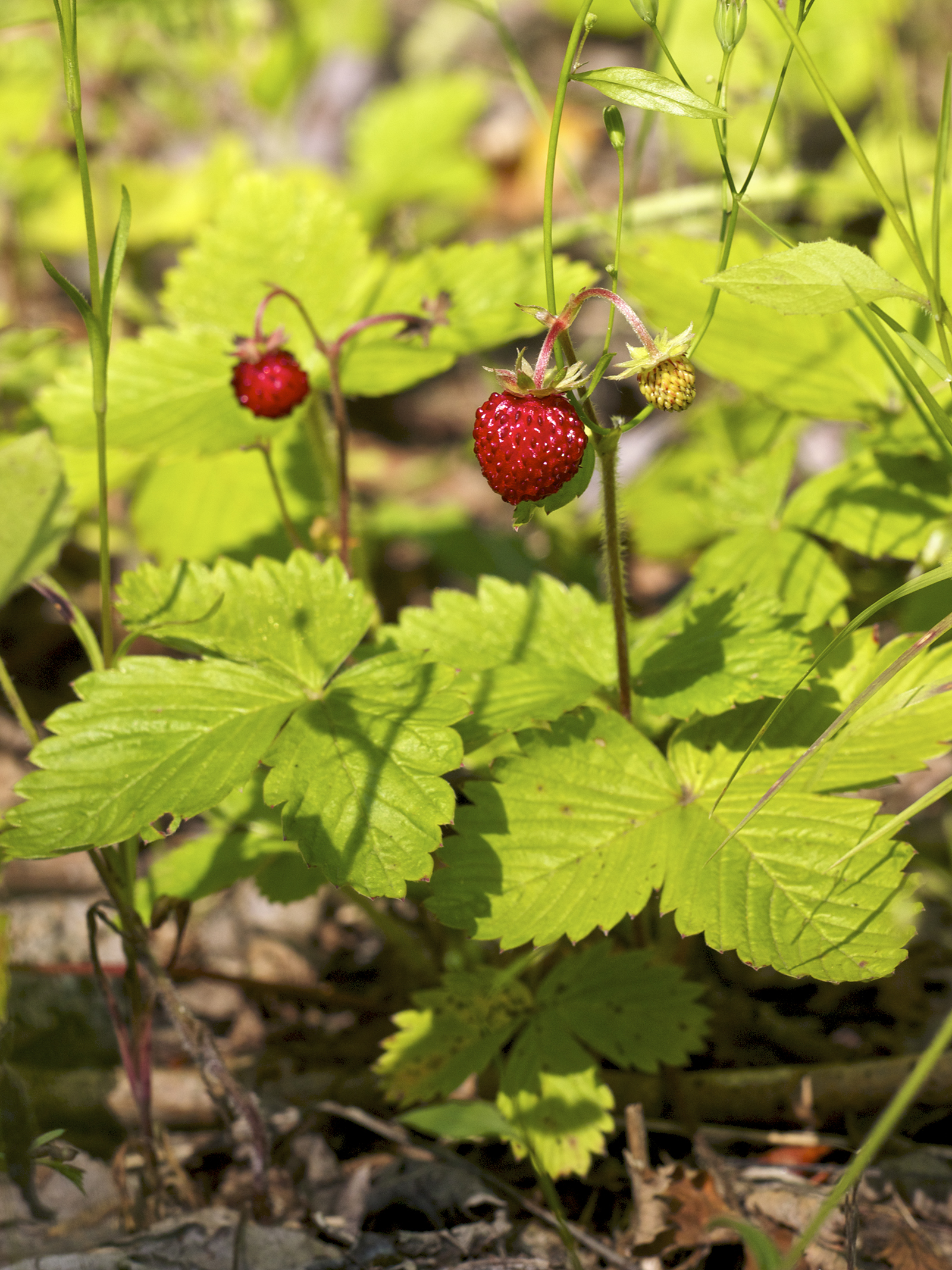

야생딸기(Fragaria vesca)는 북반구 대부분 지역에서 자연적으로 성장하는 장미과에 속하는 여러해살이 초본식물이다. 식용 가능한 식물을 낸다.
학명 Fragaria vesca에서 라틴어 vesca는 "가는, 허약한"을 뜻한다.

## 개요
5~11개의 부드럽고 털이 난 흰 꽃이 자란다.

## 아종
2020년 11월 기준으로, 플랜츠 오브 더 월드 온라인은 Fragaria vesca ssp. vesca외에 추가로 2개의 아종을 나열한다:
- Fragaria vesca ssp. americana (Porter) Staudt
- Fragaria vesca ssp. bracteata  (A.Heller) Staudt

## 같이 보기
- 딸기